# Spearmanův koeficient pořadové korelace
Ve statistice je Spearmanův koeficient pořadové korelace bezrozměrné číslo, které udává statistickou závislost (korelaci) mezi dvěma veličinami. Je pojmenován po jednom ze zakladatelů faktorové analýzy Charlesi Spearmanovi a značí se řeckým písmenem {\displaystyle \rho } nebo {\displaystyle r_{s}}.

## Definice
Mějme dvě náhodné veličiny X a Y, jejichž pravděpodobnostní rozdělení není známé. Uspořádáme n jejich hodnot {\displaystyle x_{i}} a {\displaystyle y_{i}} podle velikosti a přiřadíme jim pořadová čísla {\displaystyle p_{i}} a {\displaystyle q_{i}}. Hodnota koeficientu je pak rovna:
{\displaystyle \rho =1-{\frac {6\sum \limits _{i}{(p_{i}-q_{i})^{2}}}{n(n^{2}-1)}}},
nabývá hodnot z intervalu {\displaystyle \langle -1,1\rangle }.
Spearmanův koeficient pořadové korelace lze spočíst také jako Pearsonův korelační koeficient pořadových čísel {\displaystyle p_{i}} a {\displaystyle q_{i}}.